# Благодатная улица (Санкт-Петербург)
Благода́тная улица — улица в Московском районе Санкт-Петербурге, проходит от Кубинской улицы до линии Витебской железной дороги, за путепроводом под которой переходит в улицу Салова.

## История
Благодатный переулок, считая с севера на юг, стал в 1906 году третьим по счёту проездом широтного направления в бывшей Московской волости Петербургского уезда. Как и предшествующие ему Мариинская улица и Георгиевский переулок, вначале был проложен только в восточном направлении от Московского шоссе, как тогда называлось продолжение Забалканского (совр. Московского) проспекта за городской чертой, и шёл поначалу только до улицы, несколько позднее названной Свеаборгской.
На западном своём отрезке, между Московским проспектом и Варшавской улицей, идущей вдоль демонтированной линии Варшавской железной дороги, современная Благодатная улица соответствует южной границе исторического района Александровская слобода. В состав городской территории Благодатный переулок вошёл в соответствии с реформой структуры районов Петрограда и его предместий, проведённой в мае 1917 года.
В 1930-е годы Нарымский проспект (совр. проспект Гагарина), идущий параллельно Московскому от цехов «Электросилы», стал застраиваться. При этом жилой дом, расположившийся на фактическом пересечении с трассой Благодатного переулка, получил нумерацию по Нарымскому проспекту, так как нумерация участков в восточной оконечности переулка ещё не была проведена через Генеральный план развития Ленинграда.
Официально продление переулка на восток до Нарымского проспекта состоялось лишь в 1950-е годы. Одновременно переулок был продлён и на запад до Варшавской улицы, а его продолжение за линией Варшавской железной дороги в сторону станции «Броневая» до Кубинской улицы получило название Ново-Благодатный переулок.
После принятия решения о демонтаже линии Варшавской железной дороги от Корпусного шоссе до станции Шоссейная с переносом движения на Балтийский ход Ленгорисполком своим постановлением от 12 ноября 1962 года объединил оба эти отрезка переулка в Благодатную улицу. В 1970 году для организации магистрали, связывающей Московский район с новостройками Купчина, в состав Благодатной улицы был включён уже частично существовавший безымянный проезд между заводами, вплоть до пересечения с Витебским проспектом. По завершении постройки путепровода под линией Витебской железной дороги по вновь приращённому участку улицы пошли от Московского проспекта трамваи.
Перед этим, в 1969 году была возобновлена демонтированная в середине 1960-х годов трамвайная линия, шедшая от Московского проспекта по Благодатному на запад. При этом кольцо трамваев, которые прежде оборачивались, не доезжая до Варшавской улицы, было устроено у станции «Броневая», и таким образом Благодатная улица была обеспечена трамвайным движением на всём своём протяжении.
14 октября 2010 введена в эксплуатацию развязка улицы с ЗСД.

## Транспорт

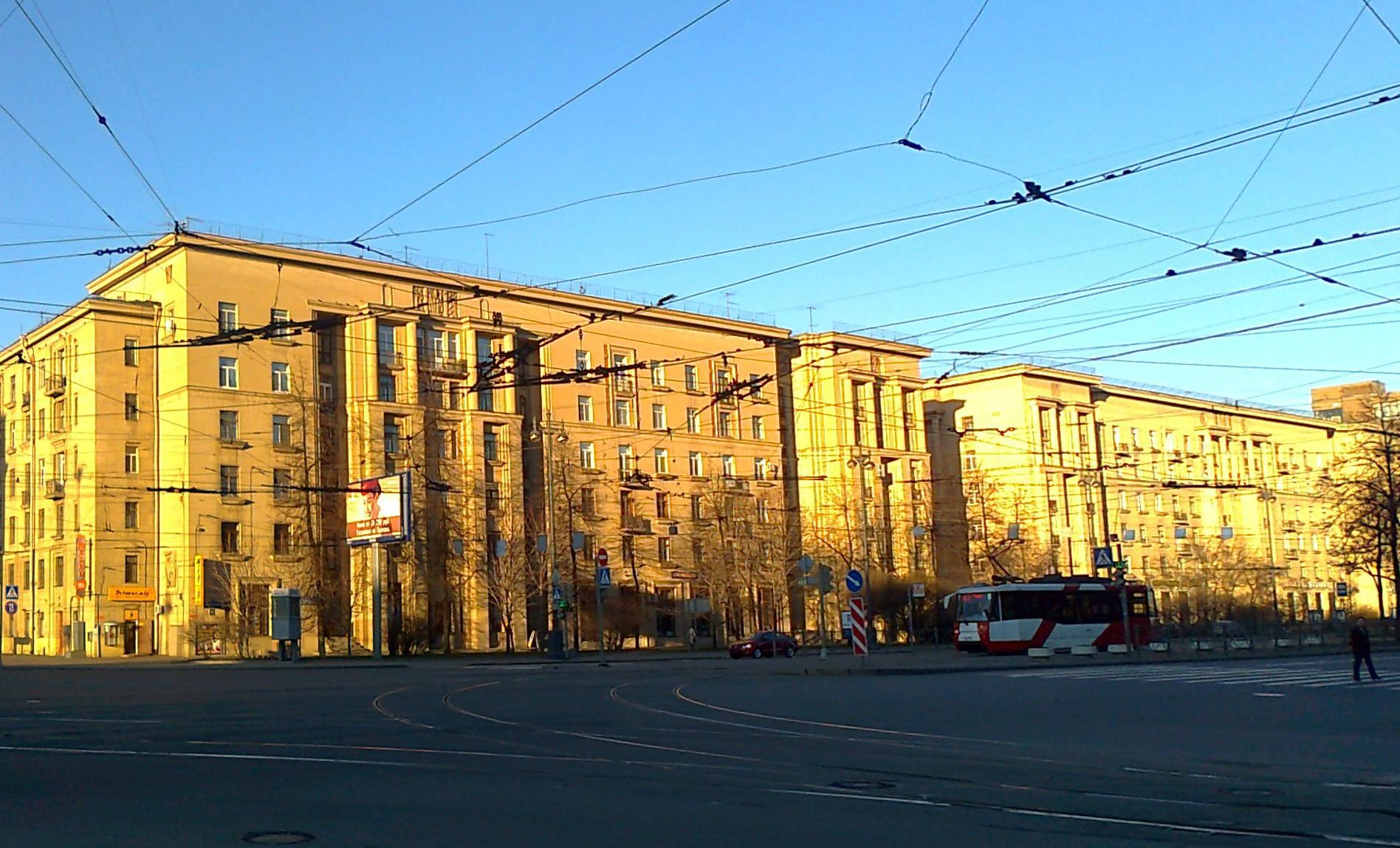
Вид на северо-западный угол перекрёстка с Московским проспектом.
До 2002 года он был вторым в городе по степени сложности пересечение трамвайных путей, с движением по 10 из 12 возможных направлений

По улице от железнодорожного моста до Московского проспекта идёт трамвайная трасса. Ранее (с 1969 года) трамваи шли по трассе улицы до к/ст «Станция Броневая», однако в конце 2002 года данная трасса была разобрана.
Трамваи
- № 43 (станция метро «Купчино» — станция метро «Московские ворота»)
- № 45 (станция метро «Купчино» — проспект Юрия Гагарина)

Автобусы
- № 12 (улица Подвойского — Рощинская улица)
- № 36 (Звездная улица — станция метро «Бухарестская»)
- № 62 (станция метро «Московские ворота» - улица Костюшко)
- № 64 (Звёздная улица - ж/д платформа «Воздухоплавательный парк»)
- № 95 (проспект Александровской фермы — Рощинская улица)
- № 159 (Малая Балканская улица — Рощинская улица)
- № 225 (станция метро «Купчино» - станция метро «Владимирская»)
- № 286 (Балтийский вокзал - Московское шоссе, 33)

Троллейбусы
- № 36 (ж/д платформа «Сортировочная» — станция метро «Электросила»)
- № 39 (станция метро «Купчино» — станция метро «Электросила»)

### Железнодорожный транспорт
Железнодорожная станция «Броневая» находится в створе улицы.